# River Plate Aruba
Club Aruba River Plate je arubinski sportski klub iz Oranjestada, Madiki, najpoznatiji po nogometnoj momčadi. Klub je osnovan 1. veljače 1953., te svoje domaće utakmice igra na stadionu Guiilermo P. Trinidad. 

## Trofeji
Aruban Division di Honor (2):
- 1993.

- 1997.

## Trenutačna momčad
Napomena: Zastave označavaju reprezentaciju kako je definirano FIFA-inim pravilima prihvatljivosti. Igrači mogu imati više od jednog državljanstva izvan FIFA-e.
| Br. | Poz. | Država | Igrač            |
| --- | ---- | ------ | ---------------- |
| 1   | VRA  |        | Pierre F'Leus    |
| 2   | BRA  |        | Aldrick Conor 2º |
| 3   | BRA  |        | Gikay Croes      |
| 4   | BRA  |        | Carlos Quandt 3º |
| 5   | VEZ  |        | Alberto Grovell  |
| 6   | BRA  |        | Derrick Tromp    |
| 7   | NAP  |        | Carlos.B. Quandt |
| 8   | BRA  |        | Bryan Quandt     |
| 9   | NAP  |        | Jelano Curden    |
| 10  | NAP  |        | Albert Grovell   |
| 11  | NAP  |        | Rufino Rodriquez |
| 12  | VRA  |        | Jermin Lacle     |

| Br. | Poz. | Država | Igrač              |
| --- | ---- | ------ | ------------------ |
| 13  | BRA  |        | Beatle Nadall      |
| 14  | VEZ  |        | Jeandre Boekhouwer |
| 15  | VEZ  |        | Kimali Chambers    |
| 16  | NAP  |        | Lesly Angela       |
| 17  | VEZ  |        | Jorge Sanguino     |
| 18  | NAP  |        | Johnito Grovell    |
| 19  | BRA  |        | Gerry Quandt       |
| 20  | BRA  |        | Jeanuar De Palm    |
| 21  | NAP  |        | Shelton Charles    |
| 22  | NAP  |        | Andres Gomez       |
| 23  | NAP  |        | Nathanien Ras      |
| 24  | VRA  |        | Gioshua Maduro     |

## Vanjske poveznice
- Službena stranica  Arhivirana inačica izvorne stranice od 25. veljače 2010. (Wayback Machine)
- Fan Službena stranica  Arhivirana inačica izvorne stranice od 29. lipnja 2011. (Wayback Machine)